# بيت على مسعد (أرحب)

تعديل مصدري - تعديل

بيت على مسعد هي إحدى قرى عزلة الزبيرات بمديرية أرحب التابعة لمحافظة صنعاء، بلغ تعداد سكانها 73 نسمة حسب تعداد اليمن لعام 2004.